# Tomislav Sulevski
Tomislav Sulevski (* 25. Dezember 1986 in Zagreb, SR Kroatien) ist ein kroatischer Eishockeyspieler, der seit 2011 beim KHL Mladost Zagreb unter Vertrag steht.   

## Karriere
Tomislav Sulevski begann seine Karriere als Eishockeyspieler beim KHL Karlovac, für den er in der Saison 2003/04 sein Debüt in der Kroatischen Eishockeyliga gab. Anschließend wechselte er zu dessen Ligarivalen KHL Medveščak Zagreb, für den er in den folgenden Jahren parallel in der kroatischen Eishockeyliga sowie der slowenischen Eishockeyliga auf dem Eis stand. In der Saison 2009/10 spielte er parallel für Medveščaks zweite Mannschaft in der neu gegründeten Slohokej Liga und in der Saison 2010/11 in der Slohokej Liga für das Team Zagreb, das Gemeinschaftsprojekt der Zagreber Spitzenvereine. Mit Medveščak gewann er insgesamt sechs Mal den kroatischen Meistertitel.
Zur Saison 2011/12 wechselte Sulevski zum KHL Mladost Zagreb aus der Slohokej Liga.

### International
Für Kroatien nahm Sulevski U18-Junioren-C-Weltmeisterschaften 2003 und 2004 sowie den U20-Junioren-C-Weltmeisterschaften 2005 und 2006 teil. Im Seniorenbereich stand er im Aufgebot seines Landes bei der B-Weltmeisterschaft 2009 und der Qualifikation zu den Olympischen Winterspielen 2010 in Vancouver.

## Erfolge und Auszeichnungen
| - 2005 Kroatischer Meister mit KHL Medveščak Zagreb - 2006 Kroatischer Meister mit KHL Medveščak Zagreb - 2007 Kroatischer Meister mit KHL Medveščak Zagreb | - 2009 Kroatischer Meister mit KHL Medveščak Zagreb - 2010 Kroatischer Meister mit KHL Medveščak Zagreb - 2011 Kroatischer Meister mit KHL Medveščak Zagreb |